# Келінешть (комуна, Арджеш)
Келінешть, Келінешті (рум. Călinești) — комуна у повіті Арджеш в Румунії. До складу комуни входять такі села (дані про населення за 2002 рік):
- Валя-Корбулуй (904 особи)
- Велень-Подгорія (1026 осіб)
- Вренешть (1235 осіб)
- Глоду (358 осіб)
- Горгану (1012 осіб)
- Келінешть (1946 осіб) — адміністративний центр комуни
- Кирстієнь (794 особи)
- Раду-Негру (629 осіб)
- Ринкечов (387 осіб)
- Удень-Зевой (591 особа)
- Урлуча (726 осіб)
- Чокенешть (919 осіб)

Комуна розташована на відстані 93 км на північний захід від Бухареста, 14 км на схід від Пітешть, 112 км на північний схід від Крайови, 102 км на південний захід від Брашова.

## Населення
За даними перепису населення 2002 року у комуні проживали 10 527 осіб.
Національний склад населення комуни:
| Національність | Кількість осіб | Відсоток |
| -------------- | -------------- | -------- |
| румуни         | 9632           | 91,5%    |
| цигани         | 887            | 8,4%     |
| угорці         | 5              | < 0,1%   |

Рідною мовою назвали:
| Мова      | Кількість осіб | Відсоток |
| --------- | -------------- | -------- |
| румунська | 10514          | 99,9%    |
| циганська | 7              | 0,1%     |
| угорська  | 3              | < 0,1%   |

Склад населення комуни за віросповіданням:
| Релігія       | Кількість осіб | Відсоток |
| ------------- | -------------- | -------- |
| православні   | 10472          | 99,5%    |
| п'ятдесятники | 24             | 0,2%     |
| римо-католики | 11             | 0,1%     |
| адвентисти    | 8              | 0,1%     |
| реформати     | 5              | < 0,1%   |
| лютерани      | 4              | < 0,1%   |
| баптисти      | 1              | < 0,1%   |

## Зовнішні посилання
- Дані про комуну Келінешть на сайті Ghidul Primăriilor [Архівовано 5 лютого 2012 у Wayback Machine.]